# تیسابرتسل
تیسابرتسل (به مجاری:  Tiszabercel) یک منطقهٔ مسکونی در مجارستان است که در سابولچ-ساتمار-برگ واقع شده‌است. تیسابرتسل ۳۱٫۳۸ کیلومتر مربع مساحت و ۱٬۸۱۹ نفر جمعیت دارد.